# NGC 3277
NGC 3277 је спирална галаксија у сазвежђу Мали лав која се налази на NGC листи објеката дубоког неба.
Деклинација објекта је + 28° 30' 44" а ректасцензија 10h 32m 55,4s. Привидна величина (магнитуда) објекта NGC 3277 износи 11,7 а фотографска магнитуда 12,5. Налази се на удаљености од 25,0000 милиона парсека од Сунца. NGC 3277 је још познат и под ознакама UGC 5731, MCG 5-25-22, CGCG 154-26, IRAS 10301+2846, PGC 31166.